# NGC 2679
NGC 2679 is een lensvormig sterrenstelsel in het sterrenbeeld Kreeft. Het hemelobject werd op 13 maart 1785 ontdekt door de Duits-Britse astronoom William Herschel.

## Schijnbare samenstand
Vanaf de Aarde gezien bevindt het sterrenstelsel NGC 2679 zich in de onmiddellijke nabijheid van het sterrenpaar NGC 2680. In werkelijkheid betreft het hier een schijnbare samenstand. Het sterrenpaar NGC 2680 behoort toe aan het melkwegstelsel, terwijl het sterrenstelsel NGC 2679 veel verder van het melkwegstelsel verwijderd is. Sterren en sterrenparen die tot het melkwegstelsel horen, en die schijnbare samenstanden met sterrenstelsels tonen, worden voorgrondsterren genoemd.

## Pseudo supernovae
Door de schijnbare samenstand van het sterrenpaar NGC 2680 en het sterrenstelsel NGC 2679 kan de illusie ontstaan dat er in dit sterrenstelsel twee simultaan optredende supernovae te zien zijn. Amateur astronomen en astrofotografen die op zoek zijn naar echte supernovae, maar die niet vertrouwd zijn met dat soort schijnbare samenstanden, kunnen alsnog een lijst samenstellen van sterrenstelsels die eveneens pseudo supernovae tonen, voornamelijk om misverstanden te vermijden.

## Synoniemen
- UGC 4632
- MCG 5-21-14
- ZWG 150.41
- KCPG 176A
- PGC 24884